# إليزور رايت
كان إليزور رايت (إليزور رايت الثالث، من مواليد 12 فبراير من عام 1804، وتوفي في 22 نوفمبر من عام 1885) عالم رياضيات أمريكي، وأحد النشطاء المطالبين بإلغاء الاسترقاق. يُطلق على رايت في الولايات المتحدة أحيانًا لقب «أبو التأمين على الحياة»، أو «أبو التنظيم التأميني»، إذ دعا إلى ضرورة أن تحتفظ شركات التأمين على الحياة، بالأرصدة الاحتياطية، وأن توفر قيمًا للاسترداد. عمل رايت كمفوضٍ لقطاع التأمين في ولاية ماساتشوستس.

## النشأة
وُلد رايت في بلدة كانان الجنوبية بولاية كونيتيكيت الأمريكية، لعائلة مسيحية متدينة لها قناعات مناهضة للعبودية، وغرست فيه أخلاقيات صارمة. كان إليزور رايت الابن الأول لإليزور وايت الأب (من مواليد عام 1762، وتوفي عام 1845)، الذي كان اسم والده أيضًا إليزور رايت، وزوجته الثانية، كلاريسا ريتشاردز (من مواليد عام 1771 وتوفيت عام 1843). كان رايت واحدًا من عشرة إخوة، ستة منهم من الزوجة الأولى لرايت الأب. تخرج رايت الأب عام 1781 من جامعة يال كأحد أعضاء أخوية فاي بيتا كابا للمتفوقين، وكان معروفًا بقدراته العالية على حل المسائل الرياضية المعقدة، وبإيمانه بالعقيدة الكالفينية. في عام 1810، انتقلت عائلة رايت إلى مدينة تلمادغ بولاية أوهايو الأمريكية. عمل رايت في تلمادغ بالزراعة، والتحق بإحدى الأكاديميات التي كانت تحت إدارة والده. التحق الناشط المدني الشهير والمطالب بإبطال الاسترقاق، جون براون، بنفس الأكاديمية في تلمادغ مع رايت. كان منزل العائلة، في الكثير من الأحيان، ملاذًا للعبيد الهاربين.
تخرج رايت الابن، في عام 1826، في جامعة ييل، وبدأ عمله بالتدريس في منطقة غروتون بولاية ماساتشوستس، حيث التقى بسوزان كلارك وتزوجها، ثم انتقل إلى مدينة هدسن بولاية أوهايو ليدرس الرياضيات والفلسفة الطبيعية (العلوم) في كلية كيس ويسترن ريسرف، التي تعدّ أقدم كلية في شمال أوهايو، وفي مدرستها الإعدادية، في الفترة بين عامي 1829 و1833. وقعت بين يدي رايت، خلال تلك الفترة، كتابات ويليام لويد جاريسون. تمكن جاريسون في كتابه، أفكار حول الاستعمار ال إفريقي، من إقناع رايت بضرورة إلغاء العبودية، وبأن جهود جمعية الاستعمار الأمريكية المبذولة في سبيل نقل السود الأحرار إلى مستعمرة إفريقية كانت غير أخلاقية وغير قابلة للتطبيق.
كان لمنشورات جاريسون وصحيفته الجديدة، ذا لابيراتور (المُحرر)، تأثيرٌ كبير على كلية ويسترن ريسرف. قام واعظ الكلية وأستاذ مقرر أدبيات الكتاب المقدس (الإنجيل) فيها، بريا غرين، بإلقاء أربعة خطب دينية حول موضوع إبطال العبودية استلهمها بشكل واضح من كتابات جاريسون. أدت الضجة التي تسببت بها هذه الحادثة، والتي انتشر صداها على مستوى البلاد بأكملها، إلى استقالة غرين. اضطر غرين، تحت ضغط من مجلس الأمناء المحافظ، لترك الكلية، وأصبح بعدها رئيسًا لمعهد أونييدا، وتوجب عليه، كأحد شروط قبوله في المنصب الجديد، الدعوة إلى الإبطال الفوري للاسترقاق. ركزت سياسة معهد أونييدا على إعداد النشطاء المطالبين بإبطال الاسترقاق، الأمر الذي شعر غرين بأنه واجب ديني وأخلاقي.